# Tananan Konthong
Tananan Konthong (thailändisch ธนนันท์ ก้อนทอง, * 12. Juli 2000) ist ein thailändischer Fußballspieler.

## Karriere
Tananan Konthong steht seit 2020 beim Ayutthaya United FC unter Vertrag. Der Verein aus Ayutthaya spielte in der zweiten thailändischen Liga, der Thai League 2. Sein Profidebüt gab er am 21. März 2021 im Heimspiel gegen den Khon Kaen FC. Hier wurde er in der 82. Minute für den Serben Milan Bubalo eingewechselt. Für Ayutthaya absolvierte er zwei Zweitligaspiele.
Seit dem 1. Juli 2021 ist Tananan Konthong vertrags- und vereinslos.